# ناحیه مرکزی (شهرستان واشینگتن، آرکانزاس)
ناحیه مرکزی، شهرستان واشینگتن، آرکانزاس (به انگلیسی: Center Township) یک منطقهٔ مسکونی در ایالات متحده آمریکا است که در شهرستان واشینگتن، آرکانزاس واقع شده‌است. ناحیه مرکزی ۳٬۴۴۹ نفر جمعیت دارد و ۳۷۴ متر بالاتر از سطح دریا واقع شده‌است.